# 27082 Donaldson-Hanna
27082 Donaldson-Hanna este o planetă minoră (asteroid), cu un diametru de 3,503 km, din centura de asteroizi. A fost descoperită pe 10 octombrie 1998 la Stația Anderson Mesa de Lowell Observatory Near-Earth-Object Search și a fost numită după Kerri Donaldson-Hanna⁠(d). 
Obiectul prezintă o orbită caracterizată de o semiaxă mare de 2,2147875 UAi, o excentricitate de 0,16, o înclinație de 5,27679 ° în raport cu ecliptica.